# Dunvegan Castle
Dunvegan Castle er et slot omkring 25 km nord for Dunvegan på Isle of Skye. Det er hovedsædet for den skotske klanleder MacLead fra Macleadklanen. Dunvegan Castle er det ældste slot i Skotland, der har været beboet uafbrudt. Det har været klanledernes bastion i 800 år.
Slottet rummer i dag et museum med en række oliemaleri af familiemedlemmer samt flere af klanens skatte. En af de vigtigste genstande er et banner, der ifølge legenden hjælper MacLeadklanen med at vinde slag.

## Historie
I det 13. århundrede blev der bygget en ringmur om bakken, hvor slottet ligger nu for at beskytte boligbyggeriet bagved. Der blev også lavet et brystværn.
I det 14. århundrede blev der bygget en borg inden for ringmuren omkring år 1350. Omkring år 1500 blev "Fetårnet" bygget af den 8. klanleder Alasdair Crotach MacLeod. Det står alene og var formentligt til gæster. Etagerne blev forbundet med en smal vindeltrappe og tårnet.
I 1623 under renæssancen erstattede den 15. klanleder Ruairidh Mor festhallen med et hovedhus. Hans barnebarn Iain Breac tilføjede sydfløjen 1684-1690. Nu blev det gamle tårn erstattet af beboelse i mere komfortable bygninger, som det var tilfældet mange steder på denne tid.